# Beceroles (editorial Teide)
Beceroles fou el primer llibre de text en català publicat a Catalunya després de la Guerra Civil. En va ser l'autora Àngels Garriga i va ser publicat per l'editorial Teide el 1965. El llibre estava pensat per facilitar l'aprenentatge de la llengua catalana als alumnes de 1r de primària. Fou un llibre innovador, no només per la llengua amb la qual estava escrit, sinó també per la seva línia d'innovació pedagògica. El 2015 se'n va celebrar el cinquantenari de la seva publicació amb una reedició del llibre.